# Ulrich Podewils
Ulrich Podewils (* 13. September 1947 in Hildesheim) ist ein deutscher Jurist und Hochschulmanager im Ruhestand.

## Leben
Nach seinem Dienst beim Bundesgrenzschutz studierte er von 1968 bis 1972 Rechtswissenschaften in Göttingen, Genf und Heidelberg. Während seines Referendariats war er an der Juristischen Fakultät der Universität Heidelberg tätig und besuchte die Verwaltungshochschule in Speyer.
Nach dem Zweiten Staatsexamen begann er im Sommer 1975 als Referent beim Kanzler der Universität Mannheim, wo er Ende 1975 die Leitung der Abteilung Studienangelegenheiten übernahm. 1978 wechselte er an das Ministerium für Wissenschaft und Kunst Baden-Württemberg in Stuttgart, zuerst als Referent für die Professoren an den Fachhochschulen des Landes, danach als Referent für internationale und überregionale Angelegenheiten. Ab Herbst 1983 leitete er das Referat Öffentlichkeitsarbeit beim Bundesminister für Bildung und Wissenschaft (BMBW) in Bonn. 1986/87 war er Beauftragter des BMBW für die Villa Vigoni am Comer See und zugleich kommissarischer Generalsekretär des Trägervereins der Villa Vigoni. Danach leitete er das Grundsatzreferat für den Hochschulbereich des BMBW. Ende 1988 wurde er für zehn Jahre zum Kanzler der Technischen Universität Berlin gewählt.
Ab 1999 leitete er bis 2003 das Berliner Künstlerprogramm des Deutschen Akademischen Austauschdienstes (DAAD) und dessen Hauptstadtbüro in Berlin. Für den DAAD ging er danach nach New Delhi, wo er als Direktor des Verbindungsbüros neben Indien für Bangladesch, Nepal und Sri Lanka zuständig war. Anschließend leitete er bis Anfang 2012 das „India-EU Study Centres Project“ mit neun indischen und sechs europäischen Hochschulen; das Projekt wurde von der indischen Regierung und der Europäischen Union finanziert. Von 2008 bis Mitte 2016 führte er zudem das Verbindungsbüro der Freien Universität Berlin in New Delhi.
Zwischen 1990 und 2003 war er Mitglied des Kuratoriums der Villa Vigoni und bis heute Mitglied in deren Trägerverein.
Ulrich Podewils ist mit einer Kanadierin verheiratet und hat eine Tochter.

## Ehrungen
„Cavaliere“ des Verdienstordens der Italienischen Republik, 2002

## Veröffentlichungen
- Grundlagen und Probleme der Steuerung des Verstädterungsprozesses in der Bundesrepublik Deutschland mit Bernhard Schäfers, Die Verwaltung 8,1975, S. 179 ff
- Die Überleitung von Unterhaltsansprüchen nach §37 BaföG – Probleme des Rechtswegs bei der Ausbildungsförderung, Zeitschrift für das gesamte Familienrecht 1977, S. 236 ff
- Erste Fortbildungsveranstaltung der baden-württembergischen Landesuniversitäten, Deutsche Universitätszeitung 13/1977, S. 399 ff
- „Wissenschaftshilfe für Entwicklungsländer“, Bildung in neuer Sicht, 1982
- Äquivalenzen im Hochschulbereich mit Ludwig Gieseke; Bildung, Wissenschaft, aktuell 6/84, überarbeitet für Bildung, Wissenschaft, aktuell 2/88
- Äquivalenzen im Hochschulbereich. Voraussetzung für Mobilität, Mitteilungen des Hochschulverbandes 2/1988, S. 63 ff
- Equivalence in Higher Education – A View from the Federal Republic of Germany, Higher Education in Europe, Vol. XIV, No. 1, 1989, S. 89 ff
- Neugliederung einer Hochschule, Mitteilungen des Hochschulverbandes 5/1991, S. 245 ff
- Berliner Hochschulgesetz – Kurswechsel durch die Totalnovelle, Deutsche Universitätszeitung 3/1991, S. 31 ff
- Einheit ohne Vereinheitlichung, Deutsche Universitätszeitung 21/1992, S. 22 ff
- Besser reformieren als neue Gremien schaffen, Der Tagesspiegel vom 27. November 1992
- Nachfrage an Kooperation noch nicht gedeckt. UNICA: Ein neues Netzwerk europäischer Universitäten, Deutsche Universitätszeitung 3/1992, S. 23 ff
- Einen Rahmen zimmern. Zur Organisation der Gesundheitswissenschaften in Berlin, Forschung aktuell, Sonderheft: Gesundheitswissenschaften, 1994,  S. 20 ff
- Aspekte von zentraler und dezentraler Verantwortung in der Hochschule, Wissenschaftsmanagement 2/1995, S. 76 ff
- Hochschulautonomie in der Zerreisprobe, Deutsche Universitätszeitung Spezial 3/1995, S. 6 ff
- Schwarzer Peter – Wen müssen die Hochschulen wie lange behalten?, Frankfurter Allgemeine Zeitung vom 10. März 1997, S. 36
- Alter Glanz und neue Aufgaben für die Villa Vigoni, Der Tagesspiegel vom 23. Juli 1997
- Struktur und Aufgaben des Hochschulsystems in der Schweiz, Das Hochschulwesen 47/1999, S. 183 ff
- Lindwerder – Ein Anflug von splendid isolation, in „Berlin, wo es am schönsten ist“, Berlin 2001, S. 110 ff
- Education: Knowledge Partnership, in „India & Germany: Shaping the future“, New Delhi 2005, S. 319 ff

Herausgeber von Zeitenwechsel – Das Berliner Künstlerprogramm des DAAD und seine Gäste (1988-2000), Berlin 2001
| Personendaten    | Personendaten                                      |
| ---------------- | -------------------------------------------------- |
| NAME             | Podewils, Ulrich                                   |
| KURZBESCHREIBUNG | deutscher Jurist und Hochschulmanager im Ruhestand |
| GEBURTSDATUM     | 13. September 1947                                 |
| GEBURTSORT       | Hildesheim                                         |